# Michelina Di Cesare
Michelina Di Cesare, född 28 oktober 1841 i Konungariket Bägge Sicilierna i Italien, död 30 augusti 1868 i Mignano Monte Lungo i Italien, var en italiensk rövare.
Tillsammans med sin make Francesco Guerra var hon en av ledarna för ett banditband som åren 1862–1868 utförde rån, mord och kidnappningar på resenärer i Kampanien och andra närliggande regioner. Under många år var bandet jagat tills hon, hennes man och en annan bandmedlem blev förråda och mördade av soldater. 
Michelina Di Cesare är huvudperson i den historiska romanen Di morire libera, skriven av den italiensksvenska författaren Monica Mazzitelli.. Romanen gavs ut i en ny version år 2023 med ny titel Michelina Di Cesare, briganta. 